# Pražské schody

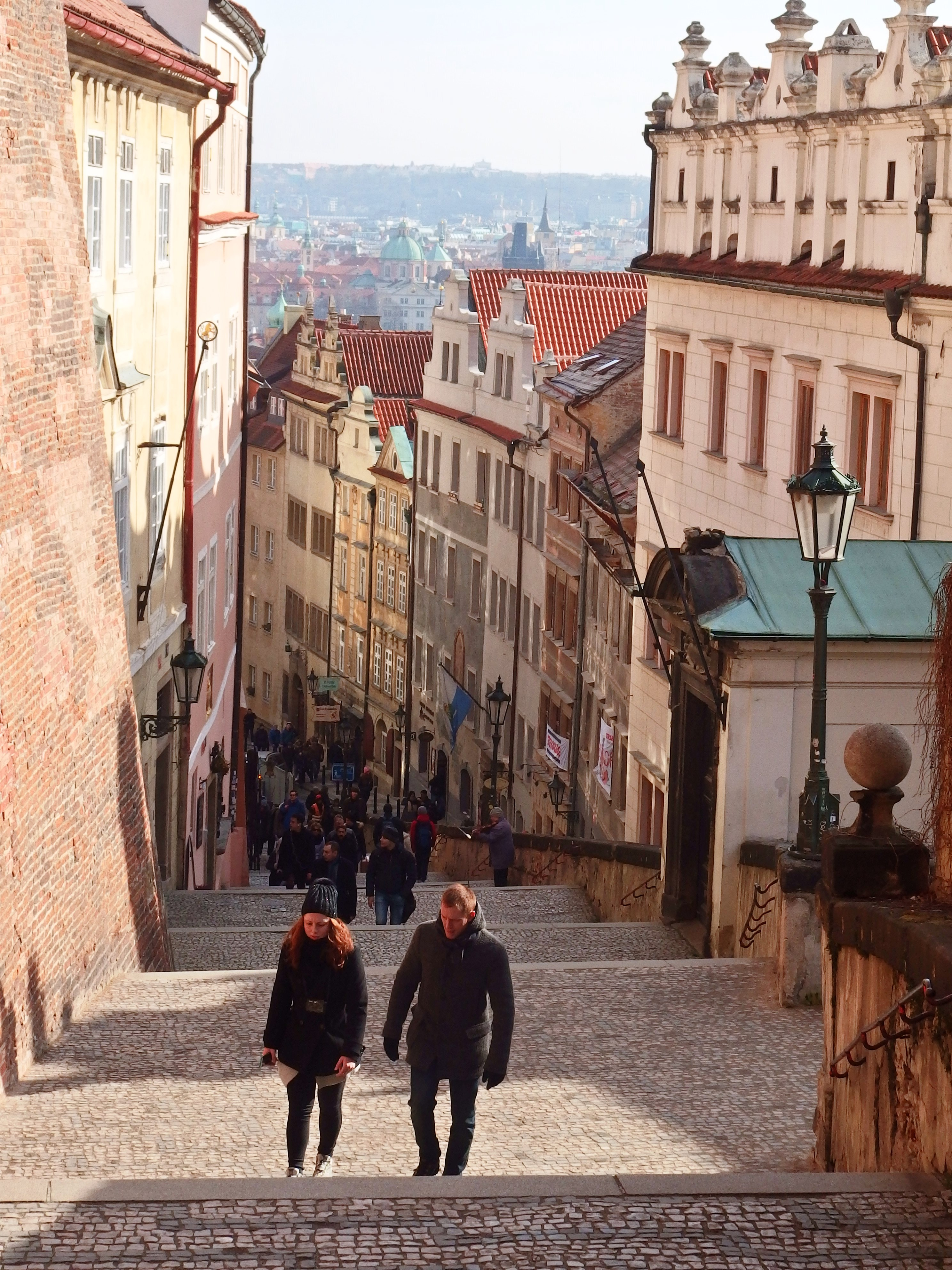
Zámecké schody v Praze, kudy vedla trať závodu a po kterých nesl závod své jméno

Pražské schody byl mezinárodní exhibiční cyklistický závod horských kol konaný od roku 1994 do roku 2018 (celkem tedy 25 ročníků). Trasa závodu byla světovým unikátem, 1250 m dlouhý okruh vedl uličkami Malé Strany a Hradčan, divácky nejatraktivnější byl sjezd 190 Zámeckých schodů v každém okruhu. Závod se jezdil na hodinu + 1 kolo, za tu dobu závodníci zvládli 12 až 15 okruhů. V průběhu let se na startu představily mnohé legendy českého i světového MTB – mimo jiné například Daniele Pontoni, Beat Wabel, Albert Iten, Henrik Djernis, Mike Kluge, Thomas Frischknecht, Julien Absalon, Jose Hermida, Fredrik Kessiakoff nebo Christopher Sausser. Doslova dějinnou postavou závodu pak byl olympijský vítěz, několikanásobný mistr světa a vítěz světového poháru, Francouz Miguel Martinez, který v závodě startoval jedenáctkrát.
Závod se konal nepřetržitě od roku 1994 do roku 2018. V březnu 2019 oznámili organizátoři, že závod se v letech 2019 a 2020 konat nebude, protože by v období před letními olympijskými hrami nebyli schopni přilákat tak atraktivní sestavu jezdců jako v předchozích letech. Závod se měl vrátit v roce 2021, ale nestalo se tak.
Závod byl organizován firmou ČS MTB Team (od roku 2014 Petr Čech Sport, a.s.). Od roku 2000 byl závod pořádán v rámci seriálu Kolo pro život.
Spoluzakladatelem a ředitelem závodu byl sportovní komentátor Robert Bakalář. Na jeho počest nesl závod od roku 2012 přízvisko Memoriál Roberta Bakaláře.

## Přehled ročníků

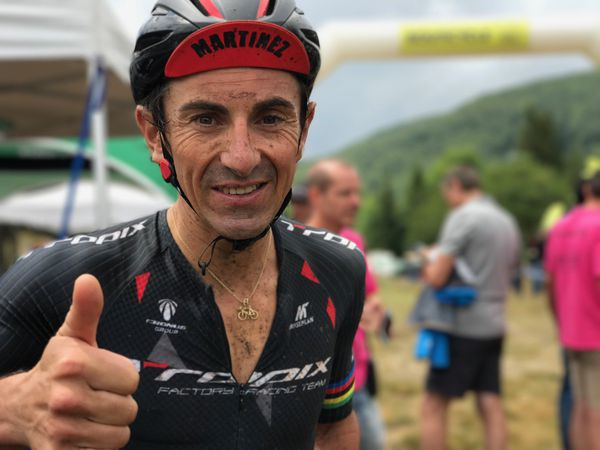
Trojnásobný vítěz závodu Miguel Martinez

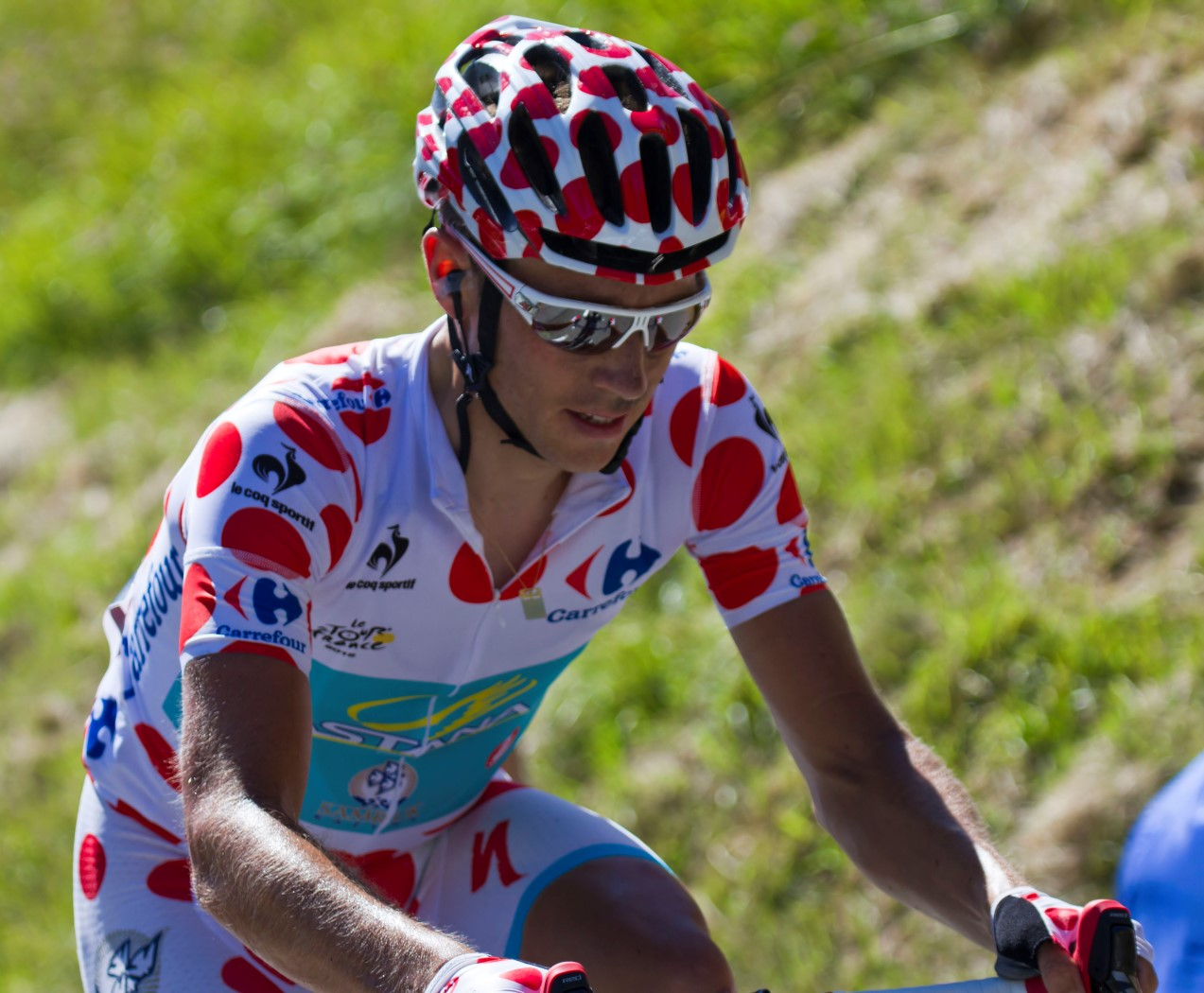
Fredrik Kessiakoff na Tour de France 2012

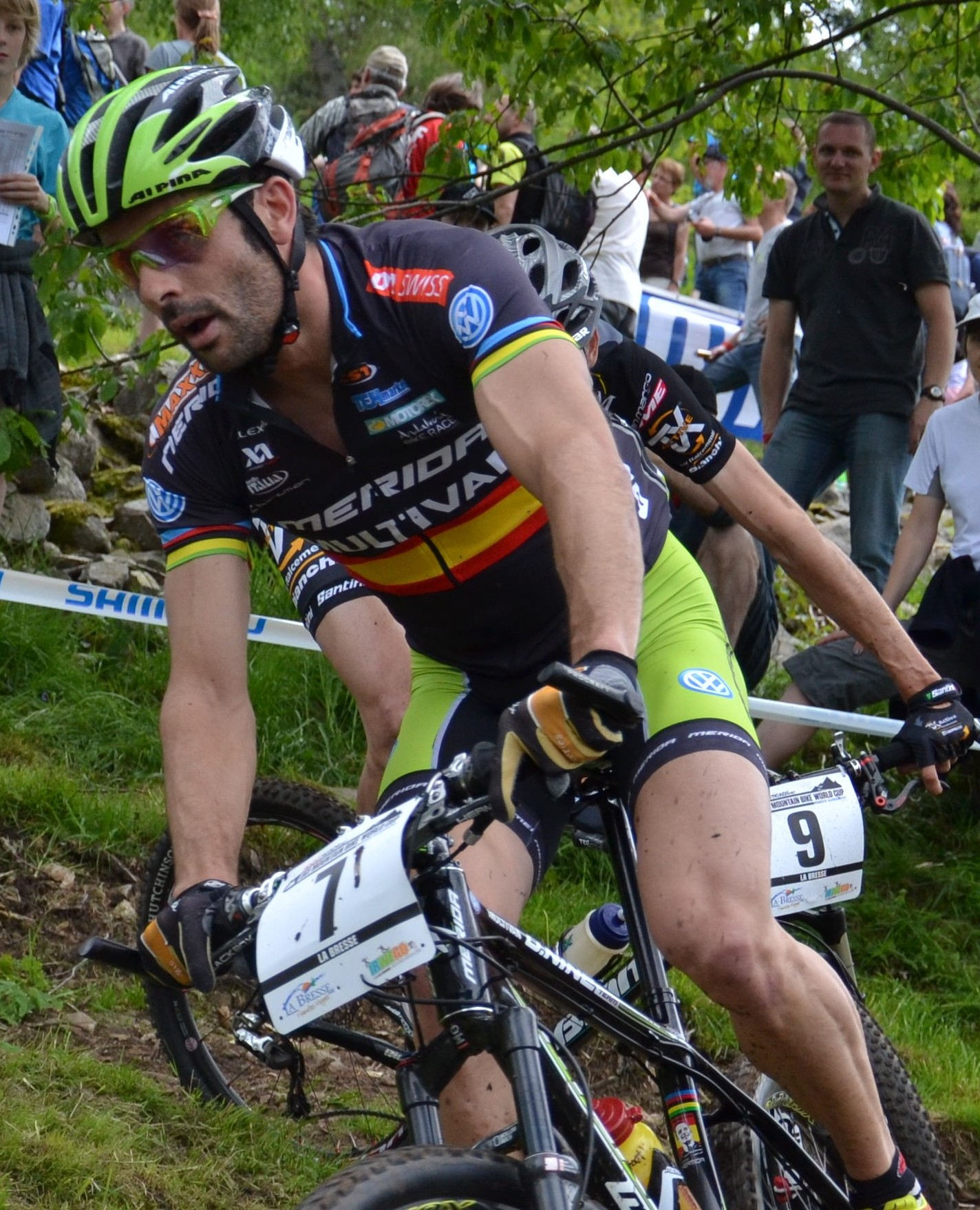
José Antonio Hermida

| Roč. | Rok  | Datum      | Vítěz                      | Výsledky |
| ---- | ---- | ---------- | -------------------------- | -------- |
| 1.   | 1994 |            | Daniele Pontoni (ITA)      |          |
| 2.   | 1995 |            | Radovan Fořt (CZE)         |          |
| 3.   | 1996 |            | Mike Kluge (GER)           |          |
| 4.   | 1997 |            | Jan Kotal (CZE)            |          |
| 5.   | 1998 |            | Radim Kořínek (CZE)        |          |
| 6.   | 1999 |            | Radim Kořínek (CZE)        |          |
| 7.   | 2000 | 2. srpna   | Miguel Martinez (FRA)      |          |
| 8.   | 2001 |            | Miguel Martinez (FRA)      |          |
| 9.   | 2002 | 12. června | Dario Acquaroli (ITA)      |          |
| 10.  | 2003 | 4. června  | Stanislav Hejduk (CZE)     |          |
| 11.  | 2004 | 9. června  | Miguel Martinez (FRA)      |          |
| 12.  | 2005 | 8. června  | José Antonio Hermida (ESP) |          |
| 13.  | 2006 | 7. června  | Fredrik Kessiakoff (SWE)   | PDF      |
| 14.  | 2007 | 13. června | Fredrik Kessiakoff (SWE)   | PDF      |
| 15.  | 2008 | 25. června | Roel Paulissen (BEL)       | PDF      |
| 16.  | 2009 | 3. června  | Zdeněk Štybar (CZE)        | PDF      |
| 17.  | 2010 | 9. června  | Jaroslav Kulhavý (CZE)     | PDF      |
| 18.  | 2011 | 8. června  | Burry Stander (RSA)        | PDF      |
| 19.  | 2012 | 9. května  | José Antonio Hermida (ESP) | PDF      |
| 20.  | 2013 | 28. května | Jan Škarnitzl (CZE)        | PDF      |
| 21.  | 2014 | 20. května | Fabian Giger (SUI)         | PDF      |
| 22.  | 2015 | 19. května | Kristian Hynek (CZE)       | PDF      |
| 23.  | 2016 | 7. června  | Florian Vogel (SUI)        | PDF      |
| 24.  | 2017 | 17. května | Jaroslav Kulhavý (CZE)     | PDF      |
| 25.  | 2018 | 29. května | David Serrano Valero (ESP) | PDF      |